# Hematúria
Hematúria é a presença de sangue na urina. Tem como definição mais exata a presença de cinco ou mais eritrócitos (hemácias) por campo na análise microscópica do sedimento urinário, e deve ser confirmada em pelo menos duas amostras de urina. É um sinal de várias doenças dos rins e do trato urinário, podendo ser benigna a letal. É um dos achados mais frequentes em análise urinária de crianças.
Ocasionalmente "hemoglobinúria" é usada como um sinônimo, embora este termo se refira mais precisamente a hemoglobina na urina. 

## Tipos
A hematúria pode ser classificada como:
- macroscópica ou microscópica;
- assintomática ou sintomática;
- permanente ou transitória;
- associada ou não a outros achados.

### Hematúria macroscópica
É a hematúria na qual há perda de grande quantidade de sangue através da urina, com alteração da coloração urinária; a urina pode apresentar-se mais escura, levemente avermelhada (cor de água de carne) ou vermelho-vivo, quando o sangramento for muito intensa. Alguns pigmentos podem alterar a cor da urina e dar uma falsa impressão de hematúria; beterraba, páprica e ruibarbo são exemplos de alimentos que podem tornar a urina avermelhada.

### Hematúria microscópica
É a hematúria na qual há perda de pequena quantidade de sangue através da urina, não havendo alteração da sua coloração. Na hematúria microscópica são eliminados na urina células vermelhas do sangue (as hemácias ou eritrócitos). É normal perder algumas dessas células na urina; o quadro de hematúria microscópica existe quando a perda ultrapassa a faixa normal. O limite de corte que separa a hematúria microscópica da normalidade não é único, podendo variar entre diferentes laboratórios ou diferentes profissionais, de acordo com o caso do paciente.
Somente é possível diagnosticar a hematúria microscópica através de análise de urina, em que a amostra é analisada ao microscópio óptico e a quantidade aproximada de células perdidas na urina é estimada.

## Etiologia
A hematúria pode se originar de diversas formas, podendo ser de causa imunológica, inflamatória, pós-infecciosa, traumática ou tóxica.
Pode-se dividir em:

### Etiologia glomerular
- Glomerulonefrite pós-estreptocócica
- Glomerulonefrites primárias não sistêmicas:
  - Nefropatia por IgA;
  - Síndrome de Alport.
- Glomerulonefrites focais proliferativas associadas a doenças sistêmicas:
  - Lupus eritematoso sistêmico;
  - Púrpura de Henoch - Scholein;
  - Vasculite.
- Glomerulonefrite membranoproliferativa;
- Glomerulonefrite progressiva.

### Etiologia não glomerular
A hematúria pode ser de origens hematológicas, como coagulopatia, trombocitopenia, uso de anticoagulante; anemia falciforme, Hemoglobinopatia SC e trombose de veia renal.
Também pode ser causada por exercícios físicos.
- Alterações anatômicas congênitas ou adquiridas;
- Medicamentos;
- Doenças metabólicas e calculose:
  - Hipercalciúria;
  - Hiperoxalúria;
  - Cistinose.
- Doenças renais:
  - Hidronefrose;
  - Pielonefrite;
  - Refluxo vesico ureteral.
- Outras Causas:
  - Anemia falciforme;
  - Tumores;
  - Prostatite;
  - Fimose;
  - Corpo estranho em uretra e bexiga.

## Drogas que causam ou mimetizam hematúria
Algumas drogas podem causar o mimetizar a hematúria

### Drogas causadoras de hematúria
Exemplos de drogas que causam hematúria são: cefalosporina, penicilina,fenitoína, anti-inflamatório não-hormonal, ciclofosfamida e anticoagulantes.

### Drogas que mimetizam hematúria
Exemplos de drogas que mimetizam a hematúria são: antineoplásicos, antimaláricos, deferoxamina, fenolftaleína, levodopa e metildopa, nitrofurantoína, hidantoína, rifampicina e sulfametoxazol.

## Prevalência
Segundo dados dos EUA,a prevalência da hematúria macroscópica é de 0,13%, sendo que 56% a causa é identificável, sendo a cística a mais comum. Já para microscópica a prevalência é de 1,5%, e geralmente são de casos transitórios, a coexistência de hematúria e proteinúria esta presente em 0,06% e significa doença renal.

## Mortalidade e morbidade
Geralmente as hematúrias são benignas, exceto aquelas que vêm associadas a outros fatores, tais como proteinúria, hipertensão e ou alteração de creatinina.

## Incidência
- A incidência de acordo com a raça depende da patologia de base, por exemplo, os casos de hematúria por anemia falciforme é mais comum na população negra, já na hipercalciúria idiopática é mais comum na população branca;
- A incidência de acordo com o sexo também depende da doença de base, por exemplo, Síndrome de Alport é mais frequente em homens, e hematúria por lúpus é mais frequente em mulheres;
- Com relação a idade também analisamos a doença de base, no caso de tumor de Wilms é mais frequente em idade pré-escolar, na nefrite pós estreptocócica é mais comum em idade escolar, já em adultos é mais comum tumores malignos (bexiga, próstata ou renal).

## Abordagem diagnóstica

### Avaliação clínica
O médico vai avaliar o tipo de sangramento, se é no início ou no final da micção. A cor da urina também é importante, se for vermelho-vivo o sangramento é baixo, se for marrom o sangramento é alto. A presença de coágulos indicam lesão extra-glomerular.
Também deve ser avaliada a periodicidade, se próximo a menstruação pode indicar endometriose.
Quando a hematúria for associada a exercícios, geralmente ocorre após atividade física mais intensa e desaparece em quarenta e oito horas.
- Antecedente recente de IVAS (infecção de vias aéreas superiores);
- Uso de drogas, principalmente as supra citadas;
- Dados epidemiológicos (questionar antecedentes para tuberculose e esquistossomose)

### Exames de imagem
Podem ser realizados exames de imagem como a ultra sonografia; uretrocistografia miccional retrógrada e a urografia excretora.

### Biópsia renal
A biópsia do rim deve ser feita quando houver proteinúria acentuada ou persistente associada a hematúria; hematúria macroscópica por mais de três semanas; complemento sérico alterado por mais de oito semanas; deterioração da função renal; suspeita de nefrite lúpica; hematúria macroscópica recorrente.

## Tratamento
Quando a hematúria é isolada não é necessário tratamento, somente seguimento, se associada a outras anormalidades o tratamento deve ser da doença de base. O tratamento cirúrgico se torna necessário quando houver má formação renal, tumores ou cálculo renal. A dieta somente deve ser feita se causa da hematúria for metabólica, exemplo hipercalciúria. Os exercícios físicos somente devem ser restritos se houver piora da hematúria com a realização de exercícios físicos.